# Hans Lochmann

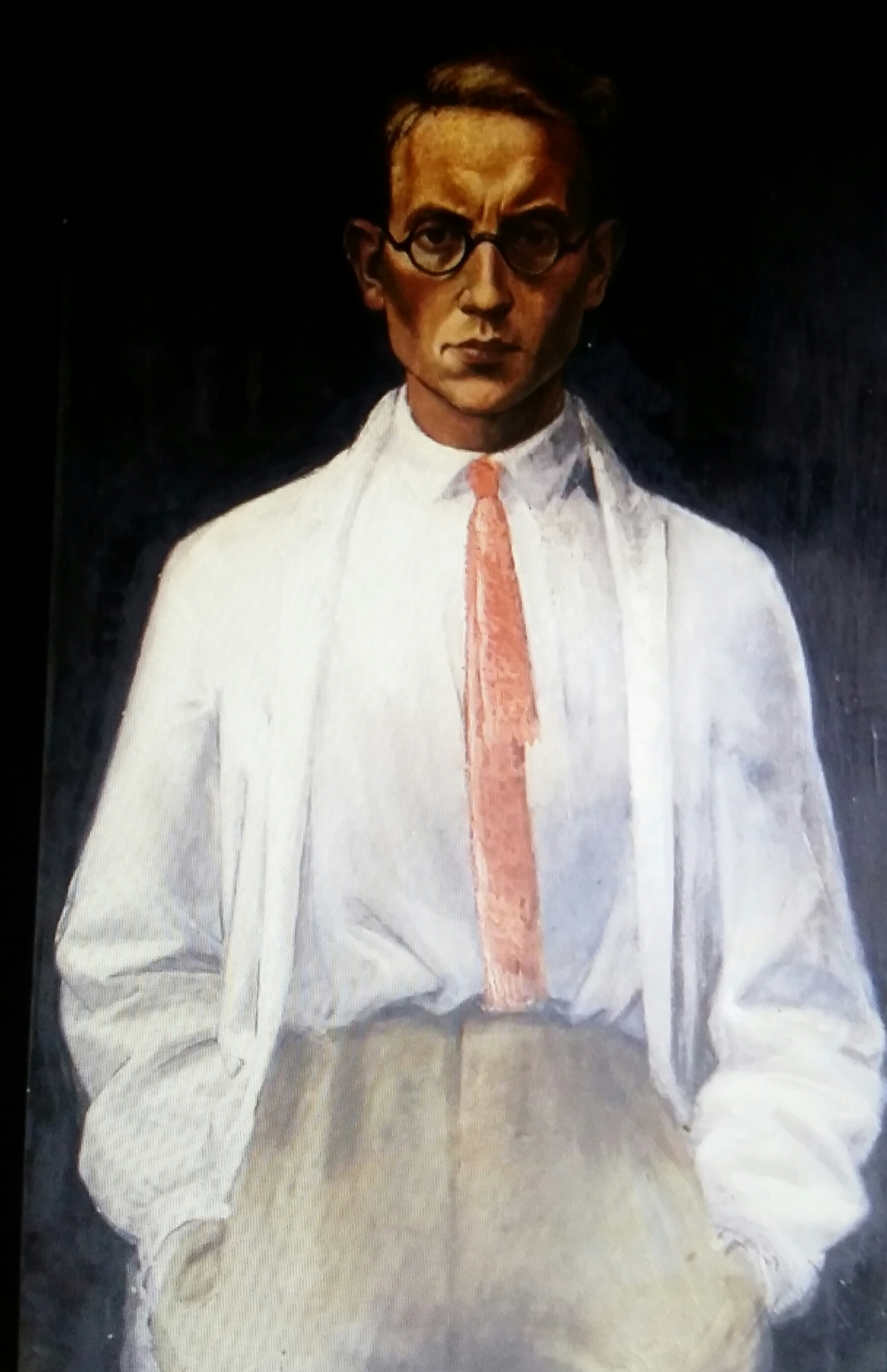
Selbstbildnis im Arztkittel (1937)

Hans Lochmann (* 28. April 1912 in Hilzingen; † 22. Februar 1953 in Blumenfeld) war ein deutscher Maler und Bildhauer.

## Leben und Wirken
Hans Lochmanns Ausbildung an den Kunstschulen Karlsruhe und Berlin erfolgte bei Professoren völlig unterschiedlicher Ausrichtung: Georg Scholz, Hans Adolf Bühler, Ferdinand Spiegel.
Dementsprechend schuf er Werke mit ambiger Aussage, z. B. eine überlebensgroße Hitler-Skulptur (1934) aus Schnee, die bei steigenden Temperaturen schmolz und lächerlich aussah, oder ein Triptychon mit dem Titel Langemarck als Auftragswerk aus dem Jahre 1935 für die Oberrealschule Singen, die in „Langemarck-Gymnasium“ umbenannt worden war und heute Hegau-Gymnasium heißt. Dass bei Hans Lochmann eine frühe Distanzierung zum Nationalsozialismus stattfand, beweist u. a. eine von ihm gefertigte Goebbels-Karikatur in Form eines Nussknackers.

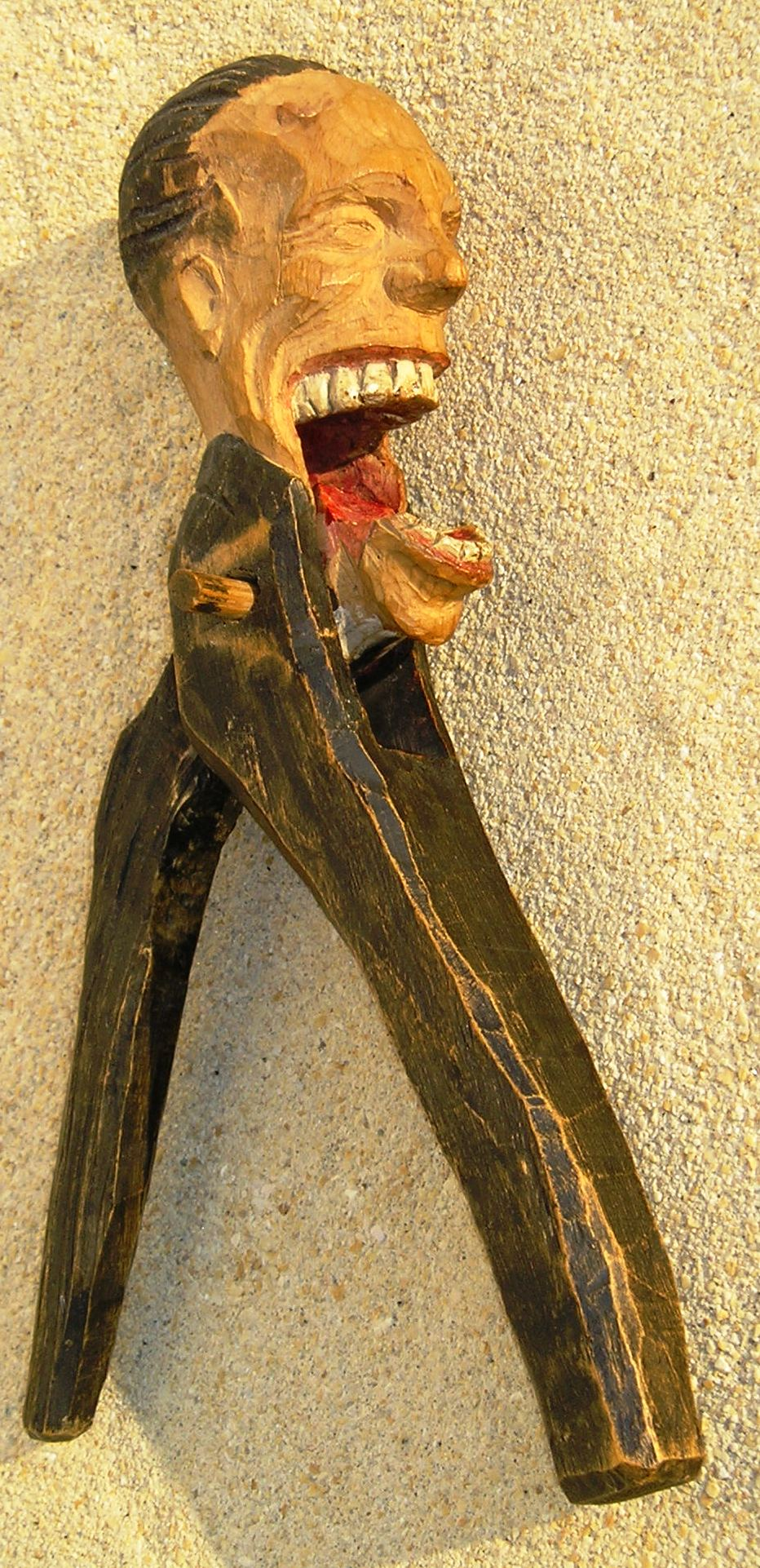
Nussknacker mit Goebbels-Fratze

Den Erwartungen des Vaters und der Familie folgend absolvierte Hans Lochmann auch ein medizinisches Studium in Freiburg und Königsberg (1936–1941). Nach kurzer ärztlicher Tätigkeit in seiner Heimat am Bodensee und im Hegau sowie als Notdienstverpflichteter in Gengenbach/Schwarzwald erkrankte er an einem Lungenschaden und ging noch während des Krieges als Patient nach Davos. Im März 1945 promovierte er an der Medizinischen Fakultät der Universität Berlin mit einer Arbeit Über die Häufigkeit von Lungenblutungen im Hochgebirge. 1945–1946 und 1947–1950 war er erneut zur Kur in Davos. Dort übergab er einer englischen Mitpatientin seine während des Sanatoriumsaufenthaltes angefertigten Zeichnungen und Gemälde zur Aufbewahrung. Lochmann selbst konnte 1950 eine Ausstellung seiner Arbeiten in London und Paris erleben. Nach mehreren Weitergaben hingen diese Werke 30 Jahre lang in einer Klosterschule in Northampton und später in einem Kloster in Sussex. In einer englischen Rezension von 1950 wird Hans Lochmann als „zeitgenössischer Maler religiöser Themen“ bezeichnet, der „die grimmige, drohende Seite des Christentums“ betont. Es wird ihm eine Verbindung zum Expressionismus, zu Dürer und Altdorfer und George Grosz attestiert. Sein „sadistischer Realismus“ sei „eine gefühlsmäßige Abkehr vom Leben in der Gegenwart“. Ein Werk Lochmanns, das diese Einschätzung stützt, ist seine „Geißelung“ aus dem Jahr 1940, die u. a. im Konradsblatt, Bd. 66 (1982), S. 8–9 abgedruckt ist.

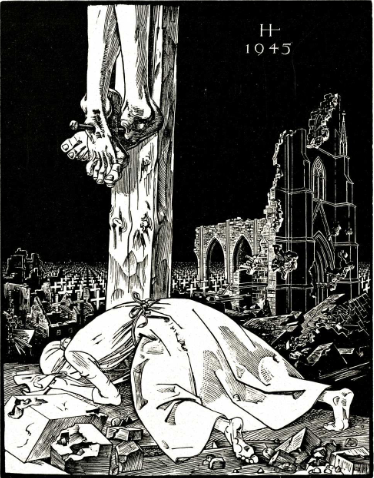
Kreuzigung 1945

Lochmanns Gesamtwerk umfasst ca. 100 Ölgemälde, 350 Aquarelle, 10 große Holzschnitte sowie zahlreiche kleine Holzschnitte, Zeichnungen, Skizzen und Studien. 1948 schuf er die Illustrationen zu einem Gedichtband mit Liebesliedern.

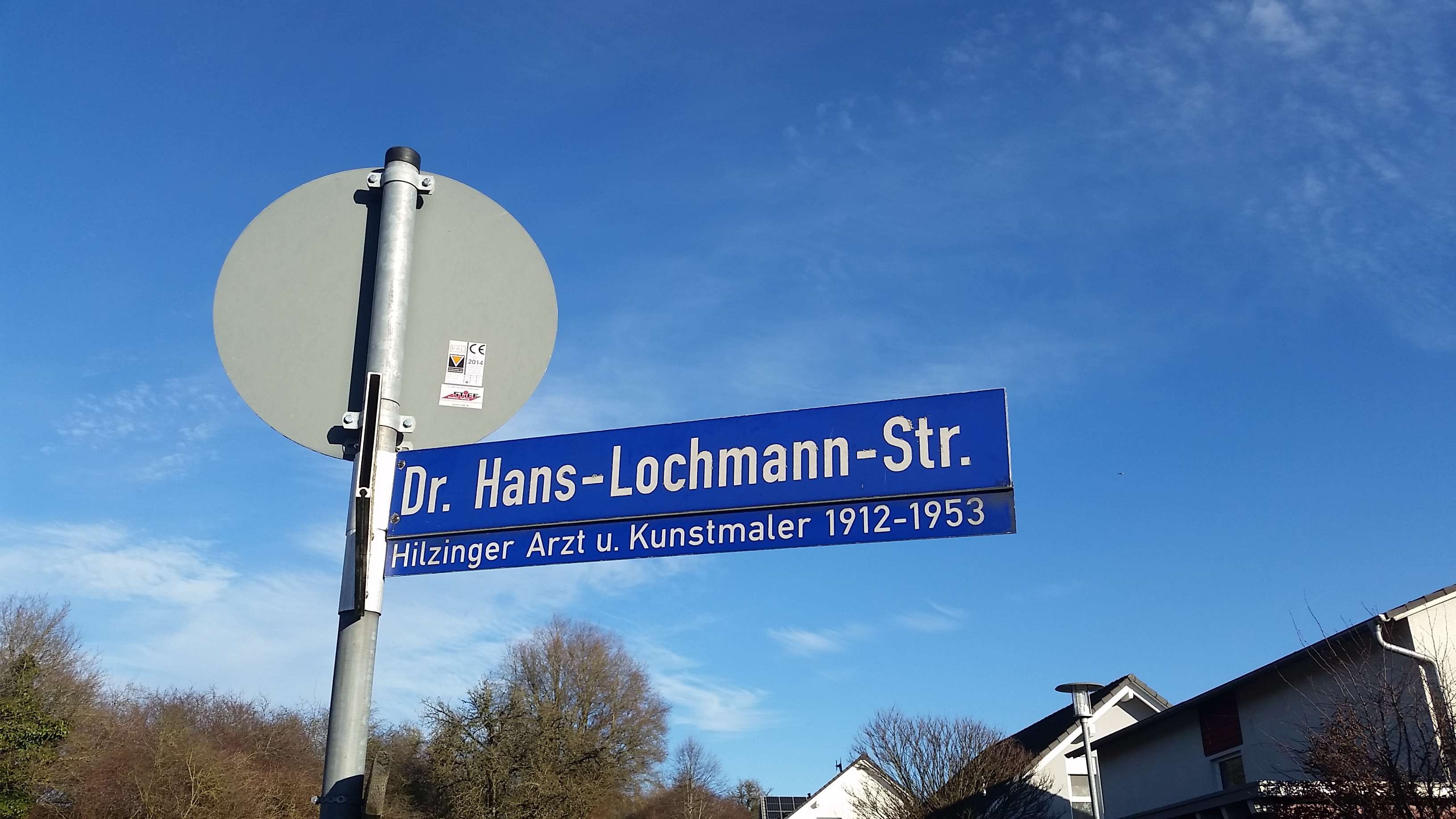
Nach Lochmann benannte Straße in Hilzingen

 Für die Krieger-Gedächtniskapelle in Dietlishof bei Hilzingen fertigte Hans Lochmann 1934 eine Kopie von Grünewalds „Kreuzigung“ an; 1937 war er mit der Ausmalung der Pfarrkirche in Riedheim betraut, wo er das Deckengemälde „Mariä Verkündigung“ schuf. Im Sitzungssaal des Rathauses von Hilzingen hängt Lochmanns Gemälde „Antäus“.
Nach Hans Lochmann ist in seinem Geburtsort eine Straße benannt.

## Belege
1. ↑  Die letzte Postkutsche und Adolf Hitler als Schneemann: Exklusive Einblicke ins historische Hilzingen. Südkurier, 16. Oktober 2018
2. ↑  Walter Heisig (Literaturverzeichnis), S. 322.
3. ↑  Dominic Kirkham: Horror & Hope – The Conflicted Legacy of Christianity. Eugene/Oregon 2021, ISBN 978-1-6667-1478-4, S. xi-xii (Vorwort).
4. ↑  Walter Heisig (siehe Literaturverzeichnis), S. 314.
5. ↑  Herbert Berner (siehe Literaturverzeichnis), S. 203
6. ↑  E.G. Sauter, Wenn ich dein gedenke - Liebesgedichte großer Meister, Basel, Verlag Athena
7. ↑  Herbert Berner (siehe Literaturverzeichnis), S. 203. Reinhard Fraunfelder: Geschichte der St. Laurentiuskirche von Riedheim im Hegau,  in: Jbb. des Hegauer Geschichtsvereins 25 (1968), S. 152-170.

| Personendaten    | Personendaten                 |
| ---------------- | ----------------------------- |
| NAME             | Lochmann, Hans                |
| KURZBESCHREIBUNG | deutscher Maler und Bildhauer |
| GEBURTSDATUM     | 28. April 1912                |
| GEBURTSORT       | Hilzingen                     |
| STERBEDATUM      | 22. Februar 1953              |
| STERBEORT        | Blumenfeld                    |